# Lijst van rijksmonumenten in Het Spiegel, Bussum
De wijk Het Spiegel telt 30 inschrijvingen in het rijksmonumentenregister. Hieronder een overzicht.
| Object                                                                         | Oorspronkelijke functie?  | Bouwjaar  | Architect               | Locatie                     | Coördinaten?                 | Nr.?   | Afbeelding                                                |
| ------------------------------------------------------------------------------ | ------------------------- | --------- | ----------------------- | --------------------------- | ---------------------------- | ------ | --------------------------------------------------------- |
| Woonhuis behorende tot het complex Hof van Eeden (Walden)                      | Woonhuis                  | 1899      | Willem Cornelis Bauer   | Franse Kampweg 22           | 52° 15' 40" NB, 5° 8' 33" OL | 513206 | Woonhuis behorende tot het complex Hof van Eeden (Walden) |
| Schrijvershut behorende tot het complex Hof van Eeden                          | Handel en kantoor         | ca. 1898  | Willem Cornelis Bauer   | Franse Kampweg bij 22       | 52° 15' 40" NB, 5° 8' 33" OL | 513207 | Schrijvershut behorende tot het complex Hof van Eeden     |
| Villa Flora                                                                    | Woonhuis                  | 1875      |                         | Lindelaan 11                | 52° 16' 34" NB, 5° 9' 28" OL | 513228 | Villa Flora                                               |
| Villa Flora: koetshuis                                                         | Bijgebouwen kastelen enz. | 1875      |                         | Lindelaan bij 11            | 52° 16' 34" NB, 5° 9' 28" OL | 513229 | Villa Flora: koetshuis                                    |
| Villa Flora: koetsierswachthuisjes                                             | Transport                 | 1875      |                         | Lindelaan bij 11            | 52° 16' 34" NB, 5° 9' 28" OL | 513230 | Upload foto                                               |
| Villa Tindal                                                                   | Woonhuis                  | ca. 1901  |                         | Nieuwe 's-Gravelandseweg 21 | 52° 16' 31" NB, 5° 9' 18" OL | 513232 | Meer afbeeldingen                                         |
| Koetshuis bij Tindal                                                           | Bijgebouwen kastelen enz. | ca. 1901  |                         | H.J. Schimmellaan 2         | 52° 16' 32" NB, 5° 9' 20" OL | 513233 | Meer afbeeldingen                                         |
| De Maerle (De Merel)                                                           | Woonhuis                  | ca. 1899  | Willem Cornelis Bauer   | Nieuwe 's-Gravelandseweg 77 | 52° 15' 40" NB, 5° 8' 58" OL | 513234 | Meer afbeeldingen                                         |
| Boschlust, Bakkerswoning Walden                                                | Woonhuis                  | 1901      | Willem Cornelis Bauer   | Nieuwe 's-Gravelandseweg 88 | 52° 15' 42" NB, 5° 8' 55" OL | 513235 | Meer afbeeldingen                                         |
| De Lelie                                                                       | Woonhuis                  | 1898-1899 | Willem Cornelis Bauer   | Nieuwe 's-Gravelandseweg 86 | 52° 15' 43" NB, 5° 8' 53" OL | 513237 | De Lelie                                                  |
| Pension "Beerestein"                                                           | Horeca                    | 1908      | Van der Goot            | Beerensteinerlaan 73        | 52° 16' 8" NB, 5° 9' 6" OL   | 513240 | Meer afbeeldingen                                         |
| Villa "Catalpa"                                                                | Woonhuis                  | 1930      | K. van den Berg         | Gooilandseweg 1             | 52° 16' 16" NB, 5° 9' 11" OL | 513241 | Villa "Catalpa"                                           |
| Villa "Meentwijck"                                                             | Woonhuis                  | ca. 1912  | K.P.C. de Bazel         | Groot Hertoginnelaan 34A    | 52° 16' 29" NB, 5° 8' 38" OL | 513242 | Meer afbeeldingen                                         |
| Aan Den Koedijk                                                                | Woonhuis                  | 1908      | L.H. Bours              | Koedijklaan 2               | 52° 16' 21" NB, 5° 9' 1" OL  | 513243 | Aan Den Koedijk                                           |
| Villa, voormalig jockeyverblijf                                                | Sport en recreatie        | 1875      | Cornelis Kruisweg       | Nieuwe 's-Gravelandseweg 90 | 52° 15' 40" NB, 5° 8' 37" OL | 513244 | Upload foto                                               |
| Villa Gratia                                                                   | Woonhuis                  | 1878      |                         | Koningslaan 2A              | 52° 16' 46" NB, 5° 9' 17" OL | 513245 | Meer afbeeldingen                                         |
| Villa Wartburg                                                                 | Woonhuis                  | 1879      |                         | Lindelaan 10                | 52° 16' 36" NB, 5° 9' 30" OL | 513246 | Villa Wartburg                                            |
| Villa Wistaria                                                                 | Woonhuis                  | 1875-1900 |                         | Lindelaan 57                | 52° 16' 40" NB, 5° 9' 26" OL | 513247 | Villa Wistaria                                            |
| Villa Amalia                                                                   | Tuin, park en plantsoen   | ca. 1902  | G.J. Vos                | Meerweg 7                   | 52° 16' 30" NB, 5° 9' 27" OL | 513248 | Villa Amalia                                              |
| Villa Oud Holland                                                              | Woonhuis                  | ca. 1903  | Cornelis Kruisweg       | Nieuwe 's-Gravelandseweg 9  | 52° 16' 39" NB, 5° 9' 24" OL | 513249 | Meer afbeeldingen                                         |
| Villa                                                                          | Woonhuis                  | 1934      | F.A. Eschauzier         | Nieuwe 's-Gravelandseweg 26 | 52° 16' 36" NB, 5° 9' 12" OL | 513250 | Villa                                                     |
| Spieghelkerk                                                                   | Kerk en kerkonderdeel     | ca. 1924  | Theo Rueter             | Nieuwe 's-Gravelandseweg 34 | 52° 16' 31" NB, 5° 9' 14" OL | 513251 | Meer afbeeldingen                                         |
| Villa "Vijverzicht"                                                            | Woonhuis                  | ca. 1900  |                         | Nieuwe 's-Gravelandseweg 60 | 52° 16' 11" NB, 5° 9' 3" OL  | 513252 | Villa "Vijverzicht"                                       |
| Houten villa May Flower                                                        | Woonhuis                  | ca. 1900  |                         | Oranjelaan 4                | 52° 16' 42" NB, 5° 9' 8" OL  | 513253 | Houten villa May Flower                                   |
| Dubbele villa Bella Vista                                                      | Erfscheiding              | 1875      | J.H. Werner             | Parklaan 20 / Willemslaan 7 | 52° 16' 21" NB, 5° 9' 7" OL  | 513254 | Meer afbeeldingen                                         |
| Landhuis "Op den akker"                                                        | Woonhuis                  | 1875-1899 | K.P.C. de Bazel         | Parklaan 35                 | 52° 16' 36" NB, 5° 9' 7" OL  | 513255 | Landhuis "Op den akker"                                   |
| Villa "Vreeburg"                                                               | Woonhuis                  | 1903      | A. Jacot en W. Oldewelt | Parklaan 37                 | 52° 16' 38" NB, 5° 9' 9" OL  | 513256 | Villa "Vreeburg"                                          |
| Villa "IJhoek"                                                                 | Woonhuis                  | 1901      | W. Kromhout             | Parklaan 39                 | 52° 16' 39" NB, 5° 9' 10" OL | 513257 | Villa "IJhoek"                                            |
| Nieuwe Hollandse Waterlinie Cluster 11 Franse Kamp: schuilplaatsen type 1918 I | Fort, vesting en -onderdl |           |                         | Franse Kampweg              | 52° 15' 28" NB, 5° 9' 10" OL | 531403 | Meer afbeeldingen                                         |
| Franse Kamp: schuilplaatsen type 1918 II                                       | Fort, vesting en -onderdl |           |                         | Franse Kampweg              | 52° 15' 28" NB, 5° 9' 10" OL | 531404 | Meer afbeeldingen                                         |